# Never Again (Kelly Clarkson)
"Never Again" was de eerste single van Kelly Clarksons derde studioalbum My December.

## Achtergrondinformatie
De single werd op haar website aangekondigd op 4 april 2007. Het nummer werd voor het eerst op de radio uitgezonden op vrijdag 13 april 2007 en werd officieel aangekondigd door Clarkson zelf in het programma "On-Air with Ryan Seacrest", op het radiostation KIIS-FM uit Los Angeles. De videoclip is opgenomen in Los Angeles tussen 10 en 13 april. De clip debuteerde op Total Request Live op 1 mei haalde vier keer #1 op de countdown.

## Tracklist
- 5" cd-single (Basic)

| Drager                     | #  | Tracklist                             | Duur | Informatie |
| -------------------------- | -- | ------------------------------------- | ---- | --- |
| Never Again (5" cd-single) | 1. | "Never Again"                         | 3:36 | - Geproduceerd & engineering door David Kahne - Coproductie door Jason Halbert & Jimmy Messer - Geschreven door Kelly Clarkson |
| Never Again (5" cd-single) | 2. | "Never Again" (Dave Audé Radio Remix) | 4:11 | - Geproduceerd & engineering door David Kahne - Coproductie door Jason Halbert & Jimmy Messer - Geschreven door Kelly Clarkson |

- cd-maxi-single (Promotional)

| Drager                                      | #  | Tracklist                                   | Duur | Informatie |
| ------------------------------------------- | -- | ------------------------------------------- | ---- | --- |
| Never Again: Remixes (Promo cd-maxi-single) | 1. | "Never Again" (Dave Audé Club Mix)          | 7:55 | - Dave Audé Remixes - Geproduceerd en geremixt door Dave Audé - Basgitaar door Danny Dunlap - Toegevoegde gitaar door Chris Lee - Gemixt door Dave Audé & Christian D. - Jason Nevins Remixes - Geproduceerd en geremixt door Jason Nevins - Gitaarspel door Joe Friedman - Synth programmering door Michael Nigro - Geschreven door Kelly Clarkson |
| Never Again: Remixes (Promo cd-maxi-single) | 2. | "Never Again" (Jason Nevins Club Mix)       | 7:42 | - Dave Audé Remixes - Geproduceerd en geremixt door Dave Audé - Basgitaar door Danny Dunlap - Toegevoegde gitaar door Chris Lee - Gemixt door Dave Audé & Christian D. - Jason Nevins Remixes - Geproduceerd en geremixt door Jason Nevins - Gitaarspel door Joe Friedman - Synth programmering door Michael Nigro - Geschreven door Kelly Clarkson |
| Never Again: Remixes (Promo cd-maxi-single) | 3. | "Never Again" (Dave Audé Mixshow)           | 6:10 | - Dave Audé Remixes - Geproduceerd en geremixt door Dave Audé - Basgitaar door Danny Dunlap - Toegevoegde gitaar door Chris Lee - Gemixt door Dave Audé & Christian D. - Jason Nevins Remixes - Geproduceerd en geremixt door Jason Nevins - Gitaarspel door Joe Friedman - Synth programmering door Michael Nigro - Geschreven door Kelly Clarkson |
| Never Again: Remixes (Promo cd-maxi-single) | 4. | "Never Again" (Jason Nevins Club Mixshow)   | 6:12 | - Dave Audé Remixes - Geproduceerd en geremixt door Dave Audé - Basgitaar door Danny Dunlap - Toegevoegde gitaar door Chris Lee - Gemixt door Dave Audé & Christian D. - Jason Nevins Remixes - Geproduceerd en geremixt door Jason Nevins - Gitaarspel door Joe Friedman - Synth programmering door Michael Nigro - Geschreven door Kelly Clarkson |
| Never Again: Remixes (Promo cd-maxi-single) | 5. | "Never Again" (Dave Audé Radio Mix)         | 4:11 | - Dave Audé Remixes - Geproduceerd en geremixt door Dave Audé - Basgitaar door Danny Dunlap - Toegevoegde gitaar door Chris Lee - Gemixt door Dave Audé & Christian D. - Jason Nevins Remixes - Geproduceerd en geremixt door Jason Nevins - Gitaarspel door Joe Friedman - Synth programmering door Michael Nigro - Geschreven door Kelly Clarkson |
| Never Again: Remixes (Promo cd-maxi-single) | 6. | "Never Again" (Jason Nevins Radio Mixshow)  | 6:42 | - Dave Audé Remixes - Geproduceerd en geremixt door Dave Audé - Basgitaar door Danny Dunlap - Toegevoegde gitaar door Chris Lee - Gemixt door Dave Audé & Christian D. - Jason Nevins Remixes - Geproduceerd en geremixt door Jason Nevins - Gitaarspel door Joe Friedman - Synth programmering door Michael Nigro - Geschreven door Kelly Clarkson |
| Never Again: Remixes (Promo cd-maxi-single) | 7. | "Never Again" (Jason Nevins Club Radio Mix) | 3:56 | - Dave Audé Remixes - Geproduceerd en geremixt door Dave Audé - Basgitaar door Danny Dunlap - Toegevoegde gitaar door Chris Lee - Gemixt door Dave Audé & Christian D. - Jason Nevins Remixes - Geproduceerd en geremixt door Jason Nevins - Gitaarspel door Joe Friedman - Synth programmering door Michael Nigro - Geschreven door Kelly Clarkson |
| Never Again: Remixes (Promo cd-maxi-single) | 8. | "Never Again" (Jason Nevins Radio Mix)      | 3:53 | - Dave Audé Remixes - Geproduceerd en geremixt door Dave Audé - Basgitaar door Danny Dunlap - Toegevoegde gitaar door Chris Lee - Gemixt door Dave Audé & Christian D. - Jason Nevins Remixes - Geproduceerd en geremixt door Jason Nevins - Gitaarspel door Joe Friedman - Synth programmering door Michael Nigro - Geschreven door Kelly Clarkson |
| Never Again: Remixes (Promo cd-maxi-single) | 9. | "Never Again" (Jason Nevins Padappella)     | 2:55 | - Dave Audé Remixes - Geproduceerd en geremixt door Dave Audé - Basgitaar door Danny Dunlap - Toegevoegde gitaar door Chris Lee - Gemixt door Dave Audé & Christian D. - Jason Nevins Remixes - Geproduceerd en geremixt door Jason Nevins - Gitaarspel door Joe Friedman - Synth programmering door Michael Nigro - Geschreven door Kelly Clarkson |

- iTunes Digitale Single

| Drager                                 | #  | Tracklist     | Duur | Informatie |
| -------------------------------------- | -- | ------------- | ---- | --- |
| Never Again - Single (Digitale Single) | 1. | "Never Again" | 3:37 | - Geproduceerd & engineering door David Kahne - Coproductie door Jason Halbert & Jimmy Messer - Geschreven door Kelly Clarkson |

- Ringle

| Format                  | #  | Track List                      | Time | Information |
| ----------------------- | -- | ------------------------------- | ---- | --- |
| Never Again (cd-single) | 1. | "Never Again" (Albumversie)     | 3:36 | - Geproduceerd & engineering door David Kahne - Coproductie door Jason Halbert & Jimmy Messer - Geschreven door Kelly Clarkson |
| Never Again (cd-single) | 2. | "Never Again" (Dave Audé Remix) | 4:11 | - Geproduceerd & engineering door David Kahne - Coproductie door Jason Halbert & Jimmy Messer - Geschreven door Kelly Clarkson |
| Never Again (cd-single) | 3. | "Sober"                         | 4:50 | - Geproduceerd & engineering door David Kahne - Coproductie door Jason Halbert & Jimmy Messer - Geschreven door Kelly Clarkson |

## Hitnotering
| Never Again in de Nederlandse Top 40 - binnen: 26 mei 2007 | Never Again in de Nederlandse Top 40 - binnen: 26 mei 2007 | Never Again in de Nederlandse Top 40 - binnen: 26 mei 2007 | Never Again in de Nederlandse Top 40 - binnen: 26 mei 2007 | Never Again in de Nederlandse Top 40 - binnen: 26 mei 2007 | Never Again in de Nederlandse Top 40 - binnen: 26 mei 2007 | Never Again in de Nederlandse Top 40 - binnen: 26 mei 2007 |
| Week                                                       | 1                                                          | 2                                                          | 3                                                          | 4                                                          | 5                                                          | 6                                                          |
| ---------------------------------------------------------- | ---------------------------------------------------------- | ---------------------------------------------------------- | ---------------------------------------------------------- | ---------------------------------------------------------- | ---------------------------------------------------------- | ---------------------------------------------------------- |
| Nummer                                                     | 39                                                         | 30                                                         | 23                                                         | 25                                                         | 30                                                         | uit                                                        |